# Уийзър
Уийзър (на английски: Weiser, буквени символи за произношение  Архив на оригинала от 2018-12-26 в Wayback Machine.) е град в окръг Уошингтън, щата Айдахо, САЩ. Уийзър е с население от 5343 жители (2000) и обща площ от 6,1 km². Намира се на 649 m надморска височина. ЗИП кодът му е 83672, а телефонният му код е 208.